# 中国国家地理

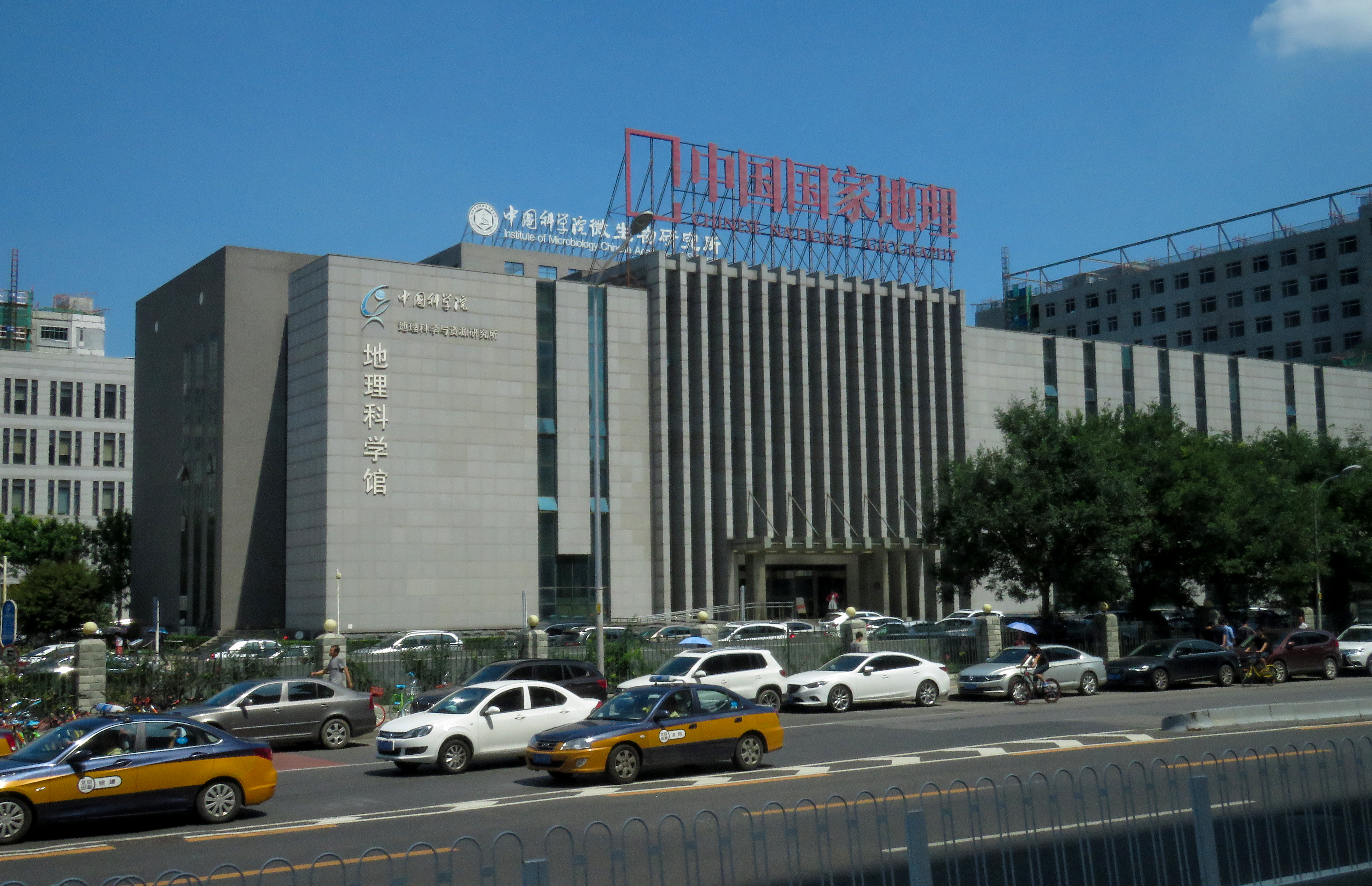
《中国国家地理》杂志社，位于北京市朝阳区大屯路甲11号中科院地理所内

《中國國家地理》（英語：Chinese National Geography），原名《地理知识》，2000年改為現名，與美國的《國家地理》並無关联。是中国一本關於地理的杂志月刊，由中国科学院地理科学与资源研究所和中国地理学会主办。内容以中国地理为主，兼具世界各地不同区域的自然、人文景观和事件，并揭示其背景和奥秘，另外亦涉及天文、生物、历史和考古等领域。
该社隶属中国科学院。现任杂志社社长兼总编辑为李栓科（其自1997年擔任社长至今，自2000年10月擔任总编辑至今），执行总编为单之蔷。杂志社地址位于北京市朝阳区安外大屯路甲11号。

## 歷史沿革
1950年，《地理知識》於南京創刊，由地理学家施雅风、吴传钧等先生从自己的工资里出資创办。當時整本雜誌只有8頁。1951年後增至16頁。當時的內容包括地理思想、中國區域特色、自然地理、地圖及地理調查法、地理教學、地理資料等。
1954年，《地理知識》因發表披露中國國內工業的地理文章，被官方認定是“洩密”而遭受重創。不久後影響消失，該雜誌的內容擴充，1957年時增至48頁，發行量达2萬冊。
1960年7月首次停刊，1961年改名《地理》复刊。1966年3月二次停刊。
包括《地理知識》在內，中國的科學雜誌在大躍進及文化大革命中遭受重大打擊，在此期間，《地理知識》發行時斷時續，該情況在文革後才有所改善。《地理知識》是文革后期中国最早复刊的杂志之一。
1998年，李栓科接手《地理知识》，頁數增至84頁，翌年增至100頁。1999年1月，《地理知识》杂志新增“卷首语”专栏，由执行总编单之蔷执笔。
2000年，《中国国家地理》杂志会员俱乐部组织首次“青藏线龙脊行”会员户外科学考察活动。2000年10月，《地理知識》雜誌更名為《中國國家地理》。隨後在台灣、香港等地推出正體字版。在日本以《中国地理纪行》为刊名推出日文版。
2002年6月，中国国家地理中文网啟用。
2004年，《中國國家地理》頁數增至148頁，並推出青少年版《博物》。同年，《中国国家地理》发行量经bpa国际媒体公司认证。
2005年10月，推出550頁的“選美中國”特刊，出版量達到55萬冊的歷史新高。此后每年第10期均有高頁數特刊推出。
2006年3月，推出大香格里拉专辑。10月推出410页的“中国人的景观大道——318国道（川藏线）”專辑。2007年10月，推出“塞北西域”珍藏版，出版量达百万册。
2008年3月，《中华遗产》成为《中国国家地理》杂志品牌下的一员。 6月，在汶川大地震之后制作“地震专辑”，讲述地震相關知識。7月，港澳版以“中国名片”出版。8月北京奥运会之际推出「北京专辑：大北京（北京周边300公里美景圈）」。10月推出“东北专辑”。
2009年1月，杂志价格調高為20元，頁數176页。4月，《中国国家地理》英文版出版。10月，中国地理学会成立百年之际推出“中国地理百年大发现”特辑。
2010年，《中国国家地理》举办了「重温最有影响力的观点」、「征集改变最大的地方」、「寻找60年传读的世家」和「校园行知客」等活动。
2018年1月，杂志价格調高為30元。

## 特色
- 编辑部和经营部门是完全独立的。
- 資源集中在编辑部。
- 《中国国家地理》颠覆公众常识。例如，在它的“中国十大最美名山”中，不仅五岳有四座落选，而且高居榜首的是此前名头并不是特别响亮的南迦巴瓦峰。2003年出刊的四川专号明确表示峨嵋青城非典型的蜀山。[2]
- 每期要求文章用第一人称“我”来讲述。圖文面積相仿。不定期随附地圖。
- 近年来，每年的第1期、第2期为省份地區專輯，第10期为高页数地理專輯。
- 2005年10月号选美中国特辑，發行多語言版本，發行量達55萬冊。

## 出版專輯/特刊
- 台湾专辑（2001年第3期）
- 北京专辑（2001年第6期)
- 用地图克隆中国（2001年第8期)
- 新疆专辑（2002年第1期）
- 澳门专辑 (走进澳门)（2002年第4期）
- 山西專輯（2002年第6期）
- 云南专辑（2002年第10期）
- 山东专辑（2003年第1期）
- 三峡專輯（2003年第6期）
- 专辑：失落的中医（2003年第7期）
- 长城专辑（2003年第8期）
- 四川專輯（2003年第9期）

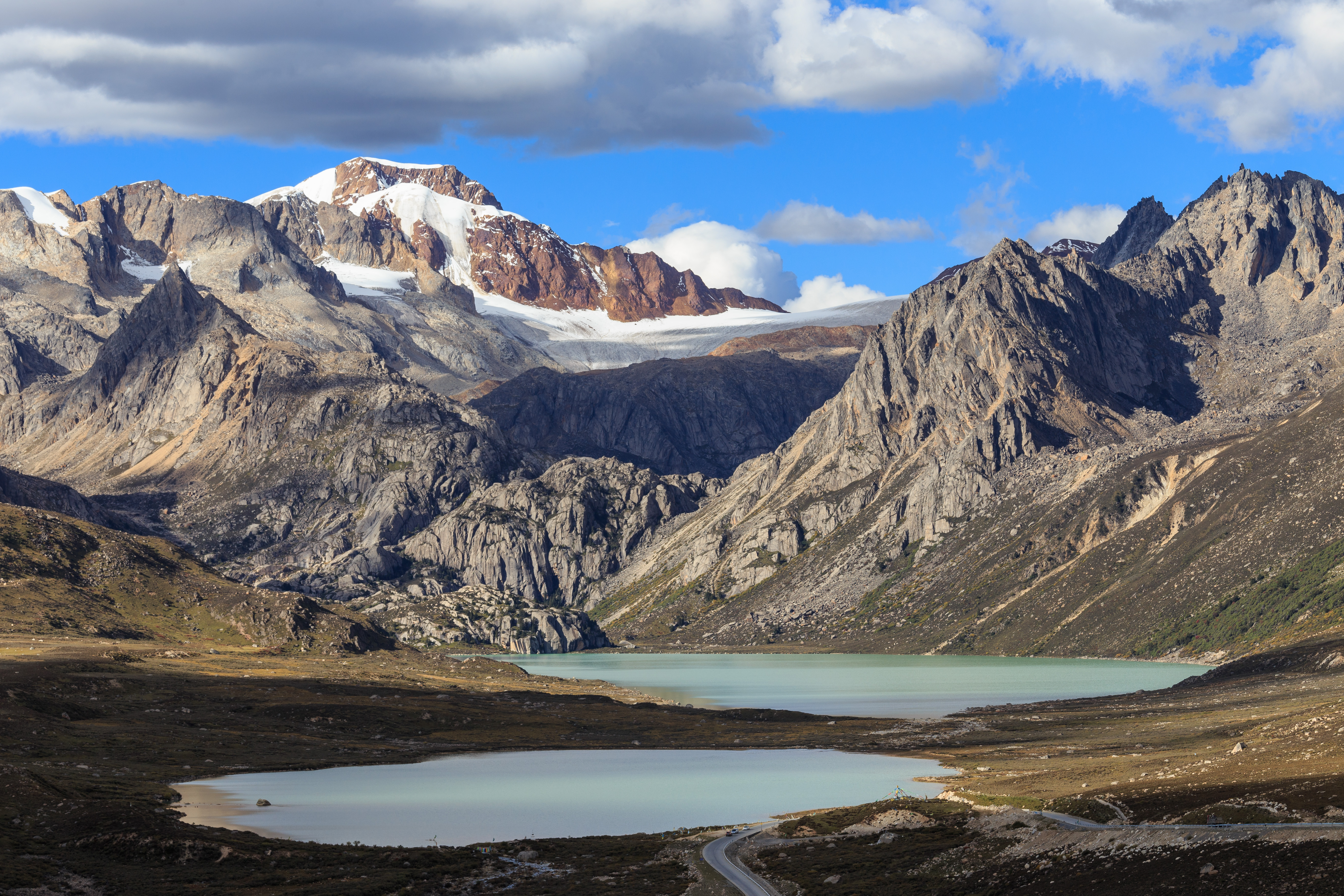
2006年第10期景观大道专辑封面取景地：巴塘山海子湖（眼镜湖）

- 青藏科考（人类科考史的壮丽诗篇）（2003年第10期）
- 朝鮮半島專輯（2003年第11期）
- 春节专輯（2004年第1期）
- 国花，国鸟，国树，国石专辑（2004年第3期）
- 大遗产专輯（2004年第6期）
- 大香格里拉专輯（2004年第7期）
- 河流专輯（2004年第11期）
- 貴州專輯（2004年第10期）
- 舌尖上的秧歌专辑（2005年第1期）
- “湿”的魅力专辑（2005年第2期）
- 陝西專輯（2005年第5期、第6期）
- 航拍西部（2005年第8期）
- 西藏專輯（2005年第9期）
- 選美中國（2005年第10期）
- 加拿大專輯（2005年第12期）
- 风水专辑（2006年第1期）
- 青海专辑（2006年第2期、第3期）
- 青藏铁路专辑（2006年第7期）
- 景观大道专辑（2006年第10期）
- 江南专辑（2007年第3期）
- 中国梦（2007年第5期、第6期）
- 塞北西域（2007年第10期）
- 成都专辑 (新天府专辑)（2008年第1期、第2期）
- 河南專輯（2008年第5期、第7期）
- 地震專輯（2008年第6期）
- 奥运专辑（2008年第8期）
- 东北专辑（2008年第10期）
- 福建專輯（2009年第3期、第4期）
- 中国地理百年大发现（2009年第10期）
- 宁夏專輯（2010年第1期、第2期）
- 中国恐龙专辑（2010年第6期）
- 海洋中国专辑（2010年第10期）
- 秋醉中国专輯（2010年第11期）
- 冰川人生专辑（2010年第12期、2011年第1期）
- 盐专辑（2011年第3期、第4期）
- 不丹专辑（2011年第7期）
- 喀斯特专辑（2011年第10期）
- 浙江专辑（2012年第1期、第2期）
- 内蒙古专辑（2012年第10期）
- 海南专辑（2013年第1期、第2期）
- 新疆专辑（2013年第10期）
- 重庆专辑（2014年第1期、第2期）
- 西藏专辑（2014年第10期）
- 河北专辑（2015年第1期、第2期）
- 一带一路专辑（2015年第10期）
- 甘肃专辑（2016年第1期、第2期）
- 漫步中国专辑（2016年第10期、第11期）
- 吉林专辑（2017年第3期、第4期）
- 黄河黄土专辑（2017年第10期）
- 大拉萨特刊（2017年特别纪念）
- 广西专辑（2018年第1期、第2期）
- 大横断专辑 （2018年第10期）
- 湖北专辑（2019年第1期、第2期）
- 长江专辑（2019年第10期）
- 辽宁专辑（2020年第1期、第2期）
- 海岸带专辑（2020年第10期）
- 湖南专辑（2021年第1期、第2期）
- 219国道专辑（2021年第10期）
- 江苏专辑（2022年第1期、第2期）
- 海岛专辑（2022年第10期）
- 江西专辑（2023年第1期、第2期）
- 云贵高原专辑（2023年第10期）
- 安徽专辑（2024年第1期、第2期）
- 山河四省专辑（2024年第10期）

## 荣誉奖项
- 国家百种重点期刊
- 新中国60年最具影响力的期刊
- 最具品牌传播价值期刊
- 最受广告主青睐的杂志
- 中国标杆品牌
- 中国邮政发行畅销报刊
- 新世纪最受读者关注的十大期刊
- 第二届全国优秀地理期刊
- 在2018年被中华人民共和国国家新闻出版广电总局新闻报刊司评为2017年全国“百强报刊”[3]。

## 外部連結
- 中国国家地理网（页面存档备份，存于）